# 張衡 (クレーター)
張衡（ちょうこう、Chang Heng）は、月の裏側にあるクレーターである。フレミングという別のクレーターから北東に半径1個分以内の位置にある。このクレーターの縁は、北側の2つの小クレーターと南から東側にあるいくつかの小さなクレーターによって侵食されている。内部には、張衡の3分の1程の直径のクレーターが同心円状に存在する。

## 従属クレーター
張衡のごく近くにある小さな無名のクレーターについては、アルファベットを付加することによって識別される。
| 名称 | 月面緯度     | 月面経度      | 直径  |
| ---- | ------------ | ------------- | ----- |
| C    | 北緯 20.4 度 | 東経 114.0 度 | 25 km |